# Comuna Novopetrivka, Vîsokopillea
Novopetrivka (în ucraineană Новопетрівка) este o comună în raionul Vîsokopillea, regiunea Herson, Ucraina, formată din satele Novopetrivka (reședința) și Olhîne.

## Demografie
Componența lingvistică a comunei Novopetrivka
     Ucraineană (92,42%)
     Rusă (7,34%)
     Alte limbi (0,24%)
Conform recensământului din 2001, majoritatea populației comunei Novopetrivka era vorbitoare de ucraineană (92,42%), existând în minoritate și vorbitori de rusă (7,34%).